# Dracula cordobae
Dracula cordobae är en orkidéart som beskrevs av Carlyle August Luer. Dracula cordobae ingår i släktet Dracula och familjen orkidéer. Inga underarter finns listade i Catalogue of Life.

## Bildgalleri

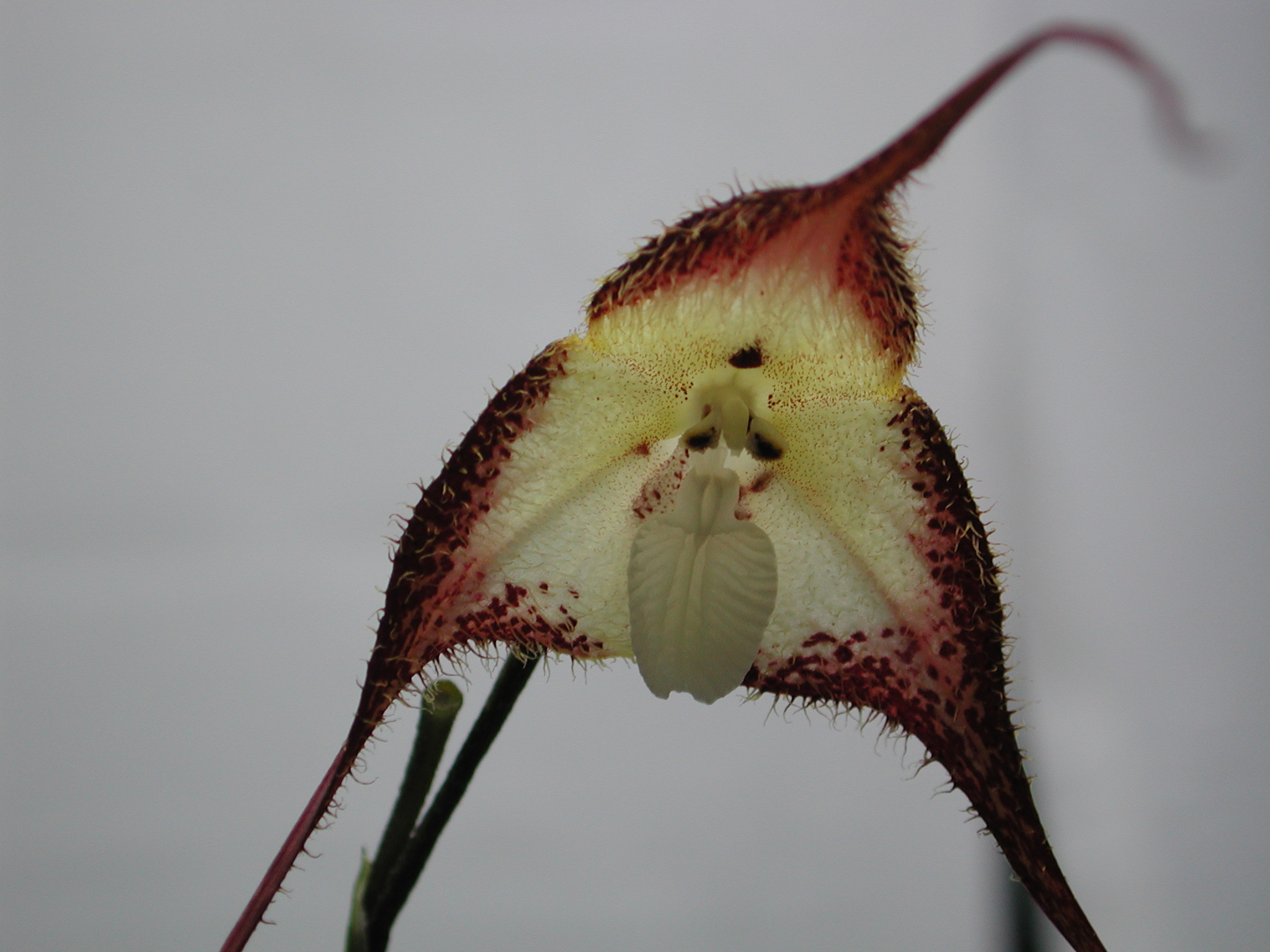